# Čaša absinta
Čaša absinta, izvorno L'Absinthe (francuski za absint) ili Ispijači absinta, je slavno ulje na platnu koje je naslikao Edgar Degas. Neki od prvih naziva slike bili su: Skica francuskog Caféa, ili Figure u Caféu, no Degas je 1893. god. promijenio naziv u L’Absinthe (ime po kojem je poznata do danas). Slika se nalazi u muzeju d'Orsay u Parizu.
Nasllikana je 1876. god., a prikazuje dvije figure, muškarca i ženu, koji sjede od središta prema desnom dijelu slike. Muškarac nosi šešir, gleda desno izvan platna, dok formalno odjevena žena, također sa šeširom gleda odsutno prema dolje. Čaša pomenute zelenkaste tekućine stoji na stolu ispred njih. Slika zapravo predstavlja jako izrešenu socijalnu otuđenost osoba u brzorazvijajućem Parizu.

## Povijest
Žena na slici je glumica Ellen Andrée, a muškarac, Marcellin Desboutin, bio je slikar, grafičar i u isto vrijeme, poznati pariški boem. Café ispred kojeg se nalaze je kasnije prepoznat kao Café de la Nouvelle-Athènes u Parizu.
Nakon što je 1876. god. prvi put izložena, doživjela je napad kritike koji su je nazvali ružnom i neumjesnom. Smještena je u skladište do izložbe 1892. god. kada je skinuta s blind-rama. Ponovno je izložena 1893. god. u Engleskoj, sada pod nazivom “L'Absinthe”, i ondje je izazvala kontroverze. Egleska kritika je prikazane likove smatrala šokantno poniženima i neumjesno odjevenima. Mnogi od njih, kao što su William Blake Richmond i Walter Crane, su sliku smatrali šamarom općem moralu, što je bilo u skladu s viktorijanskim shvaćanjem francuske umjetnosti. Drugi su koristili sliku kao loš primjer ispijanja absinta i francuske umjetnosti. Tako je spisatelj George Moore opisao ženu sa slike: “Koja kurva!” Dodao je, “priča nije ugodna, ali je odgojna.”
Pablo Picasso je slici dao svojevrsno priznanje 1901. god., na početku svoje „Plave faze“, naslikavši Ispijače absinta, ulje na platnu koje je sada u muzeju Ermitaž u Sankt-Peterburgu. Sličnu odu dao je i američki slikar Edward Hopper svojom slikom Automat iz 1927. god.

## Odlike
"Želim biti klasični slikar modernog života", rekao je Edgar Degas pojasnivši svoje težnje na ovoj slici. Možemo reći da je uspio prikazati razvoj francuskih kafea u drugoj polovici 19. stoljeća, ali i alkoholizam koji je harao popularnim mjestima i u pariškom dobrostojećem staležu kojem su pripadali i neki slikari. Tema koja odzvanja djela Maupassanta ili Zole (Jazbina).
Poruka je naglašena svakim elementom likovne kompozicije. Degas inovativno koristi perspektivu, ali i smještaj likova koje je namjerno asimetrično uokvirio čime je želio naglasiti izoliranost likova.  Na ovo je vjerojatno utjecao i razvoj fotografije (koju je Degas uveliko koristio), ali se može pronaći i na mnogim drugim njegovim slikama: Trkalište (1876.), ili Arabeska (pastel, 1876.) itd. (obje se danas nalaze u Musée d'Orsay).
Degas dakle čini odmak u tradicijskom prikazivanju teme zanemarujući konvencije žanra u potpunosti (za razliku od Courbeta nekoliko godina ranije).